# Jerzy Jankowski (poseł)
Jerzy Jankowski (ur. 18 września 1953 w Stargardzie Szczecińskim) – polski polityk, działacz spółdzielczy, poseł na Sejm I, II i III kadencji.

## Życiorys
Ukończył w 1976 studia na Wydziale Prawa i Administracji Uniwersytetu Wrocławskiego. Pracował m.in. jako prezes zarządu spółdzielni mieszkaniowej w Zgorzelcu. Od początku lat 90. kieruje naczelnymi organami samorządu spółdzielczego – najpierw Naczelną Radą Spółdzielczą, następnie Krajową Radą Spółdzielczą (jako przewodniczący zgromadzenia ogólnego KRS).
W 1998 obronił pracę doktorską na Akademii Ekonomicznej we Wrocławiu. W 1999 profesor historii Zofia Chyra-Rolicz z Akademii Podlaskiej w Siedlcach podniosła zarzut popełnienia przezeń plagiatu. Po przeprowadzeniu postępowania specjalnie powołana komisja odebrała mu stopień doktora. Po raz drugi Jerzy Jankowski został doktorem w 2003 na Uniwersytecie w Białymstoku. Ponownie pojawiły się wątpliwości dotyczące rzetelności tej pracy, a w szczególności zarzut nieprzeprowadzenia opisanych badań.
W imieniu prowadzonej przez siebie organizacji spółdzielczej podpisał porozumienie o przystąpieniu do koalicji Sojusz Lewicy Demokratycznej. Z list tego ugrupowania od 1991 do 2001 sprawował mandat posła na Sejm I, II i III kadencji z okręgu jeleniogórskiego. W 2001 nie został ponownie wybrany. W 2005 wszedł w skład rady programowej SLD.
W 2002 otrzymał Złoty Krzyż Zasługi.